# 池田親興のまんてんサンデー
池田親興のまんてんサンデー（いけだちかふさのまんてんさんでー)はかつてRKB毎日放送（RKBラジオ）で放送されていた日曜午後のワイド番組である。なお、番組名表記は「池田親興のまんてんサんデー」が正しい。

## 放送時間
- 日曜日 12:00〜16:45（JST。プロ野球シーズンイン）
- 日曜日 12:00〜17:00(JST。プロ野球シーズンオフ）

※RKBエキサイトホークスデーゲーム中継時は12:58あるいは13:58まで

## パーソナリティ
- 池田親興
- 葉山さつき

## コーナー

### 現在放送中のコーナー
- スナッピーのまんてんリポート…RKBラジオカー・スナッピーがエリア内の行楽スポットにてリポートをするコーナー。
- 親興のまんてんスクラップ…一週間に起こった話題の中からピックアップし、それについて語るコーナー。大半は野球関連が多い。
- 麦田陽子の街角まんてん歌自慢…麦田陽子がエリア内の街角を訪れ、生でのど自慢大会をするコーナー。
- RKBヘッドライン・ラジオニュース（12:05頃・13:00・14:00・15:00・16:00）
- RKB天気予報（12:07頃・13:02頃・14:02頃・15:02頃・16:02頃）
- RKB交通情報（12:25頃・14:25頃・16:25頃）

### シーズンオフ期のみのコーナー
ホークス戦のデーゲームがない場合も含める。
- 今週のまんてんミュージック…毎週、話題の歌手をピックアップする特集コーナー。
- ビンゴ・ナンバー1…番組に投稿したリスナーの電話番号下2桁の数字とパーソナリティが無作為に選んた2桁の数字が合致すれば、賞金10000円がリスナーに当たるコーナー。当選者が複数いれば、山分けとなる。
- さつきのざっき帳…葉山によるフリートークのコーナー。最近の話題などを語る。